# Kabinett Marx III

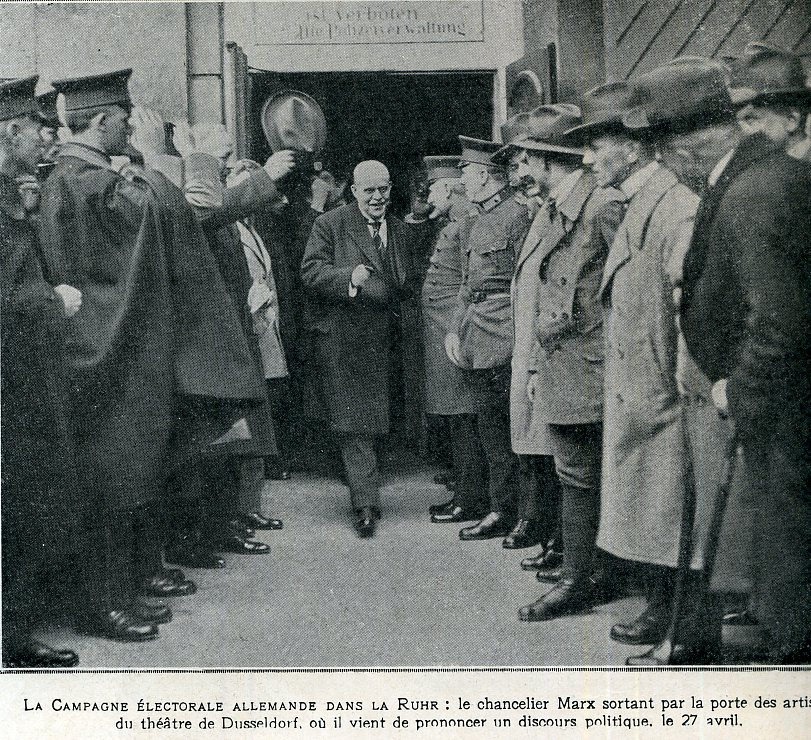
Reichskanzler Marx (Mitte) bei einer Wahlveranstaltung in Düsseldorf

Das Kabinett Marx III war ein Kabinett der Reichsregierung in der Zeit der Weimarer Republik. Es bildete sich nach dem Streit um die Flaggenverordnung der Vorgängerregierung Luther II am 18. Mai 1926 als Fortsetzung der Koalition der Mitte (Zentrum, DDP, DVP), nun unter erneuter Führung von Wilhelm Marx, der bereits Kanzler der Kabinette Marx I und II gewesen war. Nach nur 8 Monaten wurde die Regierung am 1. Februar 1927 im Rahmen eines durch die SPD initiierten Misstrauensvotums wegen der geheimen Zusammenarbeit der Reichswehr mit der Sowjetunion gestürzt.

## Zusammensetzung

### Reichsminister
| Kabinett Marx III 18. Mai 1926 bis 27.01.1927 | Kabinett Marx III 18. Mai 1926 bis 27.01.1927 | Kabinett Marx III 18. Mai 1926 bis 27.01.1927                           | Kabinett Marx III 18. Mai 1926 bis 27.01.1927 | Kabinett Marx III 18. Mai 1926 bis 27.01.1927 |
| --------------------------------------------- | --------------------------------------------- | ----------------------------------------------------------------------- | --------------------------------------------- | --------------------------------------------- |
| Reichskanzler                                 |                                               | Wilhelm Marx                                                            |                                               | Zentrum                                       |
| Vizekanzler                                   | vakant                                        | vakant                                                                  | vakant                                        | vakant                                        |
| Auswärtiges Amt                               |                                               | Gustav Stresemann                                                       |                                               | DVP                                           |
| Inneres                                       |                                               | Wilhelm Külz                                                            |                                               | DDP                                           |
| Finanzen                                      | Fritz Neumayer (kein Foto)                    | Peter Reinhold                                                          |                                               | DDP                                           |
| Wirtschaft                                    |                                               | Julius Curtius                                                          |                                               | DVP                                           |
| Arbeit                                        |                                               | Heinrich Brauns                                                         |                                               | Zentrum                                       |
| Reichswehr                                    |                                               | Otto Geßler                                                             |                                               | DDP                                           |
| Justiz                                        |                                               | Wilhelm Marx bis 17. Juli 1926 mit der Führung der Geschäfte beauftragt |                                               | Zentrum                                       |
| Justiz                                        |                                               | Johannes Bell bis 28. Januar 1927                                       |                                               | Zentrum                                       |
| Justiz                                        |                                               | Oskar Hergt ab 28. Januar 1927                                          |                                               | DNVP                                          |
| Ernährung und Landwirtschaft                  | Fritz Neumayer (kein Foto)                    | Heinrich Haslinde                                                       |                                               | Zentrum                                       |
| Post                                          |                                               | Karl Stingl                                                             |                                               | BVP                                           |
| Verkehr                                       |                                               | Rudolf Krohne                                                           |                                               | DVP                                           |
| Besetzte Gebiete                              |                                               | Wilhelm Marx bis 17. Juli 1926 mit der Führung der Geschäfte beauftragt |                                               | Zentrum                                       |
| Besetzte Gebiete                              |                                               | Johannes Bell mit der Führung der Geschäfte beauftragt                  |                                               | Zentrum                                       |

### Beamte der Reichskanzlei
| Beamte der Reichskanzlei           | Beamte der Reichskanzlei                                      | Beamte der Reichskanzlei |
| ---------------------------------- | ------------------------------------------------------------- | ------------------------ |
| Staatssekretär der Reichskanzlei   | Franz Kempner (bis 20. Juli 1926)                             |                          |
| Staatssekretär der Reichskanzlei   | Hermann Pünder (seit 20. Juli 1926)                           |                          |
| Stellvertreter des Staatssekretärs | Ministerialdirektor Hermann Pünder (bis 20. Juli 1926)        |                          |
| Stellvertreter des Staatssekretärs | Ministerialdirektor Karl Eugen Offermann (seit 20. Juli 1926) |                          |
| Referent                           | Ministerialrat Karl Eugen Offermann (bis 27. Juli 1926)       |                          |
| Referent                           | Ministerialrat Kurt Wachsmann (bis Oktober 1926)              |                          |
| Referent                           | Ministerialrat Heinrich Vogels (seit Oktober 1926)            |                          |
| Referent                           | Ministerialrat Othmar Feßler (seit Oktober 1926)              |                          |
| Referent                           | Oberregierungsrat Walter Grävell (bis 1. Juli 1926)           |                          |
| Referent                           | Oberregierungsrat Richard Wienstein                           |                          |
| Referent                           | Oberregierungsrat Max von Stockhausen                         |                          |
| Referent                           | Regierungsrat/Oberregierungsrat Otto Westphal                 |                          |
| Referent                           | Regierungsrat/Oberregierungsrat Curt Walter                   |                          |
| Referent                           | Regierungsrat/Oberregierungsrat Edwin Pukaß                   |                          |
| Referent                           | Regierungsrat Erwin Planck                                    |                          |
| Ministerialbürodirektor            | Hofrat Rudolf Ostertag                                        |                          |
| Pressechef der Reichsregierung     | Ministerialdirektor Otto Kiep (bis 4. November 1926)          |                          |
| Pressechef der Reichsregierung     | Ministerialdirektor Walter Zechlin (seit 4. November 1926)    |                          |